# 宇治群島
宇治群島（うじぐんとう）は、薩摩半島の鹿児島県枕崎市の西方沖約80kmにある群島。鹿児島県南さつま市笠沙町片浦に属し全て無人島である。南方の草垣群島と同じく、上三島、薩南諸島のいずれにも属さず、よって南西諸島にも属さない。

## 概要
主島は宇治島と宇治向島で、島の地形はいずれも海食崖に囲まれている。50kmほど北北東沖には下甑島、35kmほど南方沖には草垣群島、55kmほど南東沖には黒島、30kmほど東側沖には津倉瀬がある。
- 面積 - 1.7km2
- 経緯 - 北緯31度11分、東経129度27分
- 周囲 - 12.3km
- 地理 - 宇治群島の周辺は透明度が高いので、多くのダイバーが訪れる。
- 歴史 - 1909年頃まで有人島だった。

## 島々
- 宇治島（うっちま、面積0.5km2、標高95m）
  - 無人島だが小避難港がある。
- 宇治向島（うじむかえしま、面積1.69km2、標高319m）
- 家島
- 鮫島
- 弁慶島
- 鳥島
- 雀島

### 小島・岩礁
- 西立神島、鳥瀬 - 宇治向島北西沖。
- 梶原鼻、川久保鼻 - 宇治向島北東沖。
- コベット - 宇治向島南300m沖。
- ウベット - 宇治向島南1km沖。
- チヨジ瀬 - 宇治島北側沖。
- 二子瀬 - 宇治島東沖。
- スズメ北小島 - 雀島の北側600m沖にあるとされるが、2020年に存在が確認できないことが明らかとなった[2][3]。

### 地名
宇治群島の地名には、1953年（昭和28年）の鹿児島大学学術調査団による学術調査の際に名付けられた同調査団の関係者の名に因む地名（清内岳、波多江岬等）や、調査協力者となった南日本新聞社に因む地名（南日岳）が残る。

## 人間史
近世期から漁業基地として利用され、宇治島にはカツオの半加工基地が置かれ、周辺海域ではサンゴ採取なども行われた。明治中頃には40世帯ほどが季節定住していた。
1895年（明治28年）、台風により137人が遭難した「宇治島流（うっちまながれ）」とよばれる事故が発生している。
明治期までは捕鯨も行われていた。
1965年（昭和40年）から1993年（平成5年）にかけて、宇治島小浦波止に避難港が整備された。
釣りやダイビングの拠点にもなっているがゴミやマナー問題も指摘されている。また、島外から持ち込まれたと見られる飼いウサギの繁殖が宇治島で、またヤギの繁殖が宇治向島で確認されており、2002年（平成14年）の鹿児島県立博物館による調査ではフウセントウワタの食害が確認されており生態系への影響が懸念されている。

## 施設
海難事故に備えるため、20t級の船舶が寄港できる避難港が宇治島小浦波止に整備された。港近くに、1967年（昭和42年）に建てられた漁業者のための簡易宿泊施設があるが、管理する人もなく荒れている。
宇治島中央東側にそびえる南日岳の山頂近くにある宇治島灯台は、香港・上海・台湾などから日本に寄港する船舶の目印となっている。太陽電池式灯台で、第十管区海上保安本部鹿児島航路標識事務所が巡回点検を行っている。